# Krucifix (Výprachtice)
Pozdně barokní pískovcový krucifix od neznámého autora se od roku 1797 nalézá před kostelem Proměnění Páně v obci Výprachtice v okrese Ústí nad Orlicí. Socha je od 16. května 2003 chráněna jako nemovitá kulturní památka ČR.

## Historie
Od dávných dob stával před farním kostelem ve Výprachticích veliký dřevěný kříž. Poslední dřevěný tam stál do roku 1794, kdy byl přenesen na horní konec obce a tam postaven u cesty, nedaleko od statku čp. 163, aby tam sloužil jako zastavení procesí o prosebných dnech.
Současný pískovcový krucifix byl postaven v roce 1797 nákladem Martina Bednáře a jeho manželky Anny z Výprachtic, jak dokládá částečně již téměř nečitelný dedikační nápis nalézající se na zadní straně podstavce krucifixu.

## Popis
Pískovcový krucifix se nalézá u areálu farního kostela Proměnění Páně u spojovací pěšiny mezi kostelem a budovou přilehlé fary.
Na třech čtvercových pískovcových stupních stojí nízký, hranolový, nahoře profilováním okosený podstavec s předsazeným čelem směřujícím k faře.
Na podstavci stojí pilíř zdobený po stranách volutami a nahoře zakončený profilovanou, ve středu vzhůru obloukovitě vzepjatou římsou ozdobenou ve vrcholu vzepjetí reliéfem mušle. Vystupující čelní strana pilíře je zdobena akantovým rámečkem s reliéfem se znameními pěti ran Kristových.
Na římse stojí pískovcový blok opracovaný do tvaru skaliska ozdobeného lebkou. Na skalisku stojí pískovcový kříž s korpusem Krista s rouškou přes boky a hlavou skloněnou k pravému rameni. Nad hlavou Krista je na kříži nápis INRI.